# IC 337
IC 337 — галактика типу SBm () у сузір'ї Ерідан.
Цей об'єкт міститься в оригінальній редакції індексного каталогу.